# ألبيون (واشنطن)
ألبيون (بالإنجليزية: Albion, Washington)‏ هي بلدة تقع بولاية واشنطن في الولايات المتحدة. تبلغ مساحتها 0.93 (كم²)، وترتفع عن سطح البحر 685 م، بلغ عدد سكانها 579 نسمة في عام 2010 حسب إحصاء مكتب تعداد الولايات المتحدة وتصل الكثافة السكانية فيها 621 نسمة/كم2.

## التركيبة السكانية
قام مكتب تعداد الولايات المتحدة بتحديد بيانات التركيبة السكانية لألبيون في تعداد الولايات المتحدة. في ما يلي، التركيبة السكانية حسب تعدادي 2000 و2010.

### تعداد عام 2000
بلغ عدد سكان ألبيون 1,797 نسمة بحسب تعداد عام 2000، وبلغ عدد الأسر 754 أسرة وعدد العائلات 465 عائلة مقيمة في المدينة. في حين سجلت الكثافة السكانية 2,252.0 نسمة لكل ميل مربع (869.5/كم2). وبلغ عدد الوحدات السكنية 835 وحدة بمتوسط كثافة قدره 1,046.4 نسمة لكل ميل مربع (404.0/كم2).
وتوزع التركيب العرقي للمدينة بنسبة 99.11% من البيض و 0.06% من الأمريكيين الأصليين و 0.06% من سكان جزر المحيط الهادئ و 0.45% من عرقين مختلطين أو أكثر.
بلغ عدد الأسر 754 أسرة كانت نسبة 29.3% منها لديها أطفال تحت سن الثامنة عشر تعيش معهم، وبلغت نسبة الأزواج القاطنين مع بعضهم البعض 52.8% من أصل المجموع الكلي للأسر، ونسبة 7.3% من الأسر كان لديها معيلات من الإناث دون وجود شريك، وكانت نسبة 38.3% من غير العائلات. تألفت نسبة 35.8% من أصل جميع الأسر من أفراد ونسبة 21.8% كانوا يعيش معهم شخص وحيد يبلغ من العمر 65 عاماً فما فوق. وبلغ الحجم الوسطي للأسر 3.01، أما الحجم الوسطي للعائلات فبلغ 2.30.
بلغ العمر الوسطي للسكان 43 عاماً. وكانت نسبة 26.0% من القاطنين تحت سن الثامنة عشر، وكانت نسبة 5.4% بين الثامنة عشر والأربعة وعشرون عاماً، ونسبة 21.9% كانت واقعةً في الفئة العمرية ما بين الخامسة والعشرون حتى والأربعة وأربعون عاماً، ونسبة 20.7% كانت ما بين الخامسة والأربعون حتى الرابعة والستون، ونسبة 26.0% كانت ضمن فئة الخامسة والستون عاماً فما فوق. يوجد لكل 100 أنثى 82.8 ذكر، ويوجد لكل 100 أنثى في الثامنة عشر من عمرها فما فوق 79.0 ذكر.
بلغ متوسط دخل الأسرة في المدينة 31,111 دولار، أما متوسط دخل العائلة فبلغ 42,105 دولار. وكان متوسط دخل الذكور 27,227 دولار مقابل 18,750 دولار للإناث. وسجل دخل الفرد الخاص بالمدينة 17,875 دولار. وكانت نسبة 5.3% من العائلات ونسبة 7.3% من السكان تحت خط الفقر، وكان من هؤلاء نسبة 9.0% تحت سن الثامنة عشر ونسبة 7.5% في الخامسة والستين من العمر وما فوق.

### تعداد عام 2010
بلغ عدد سكان ألبيون 579 نسمة بحسب تعداد عام 2010، وبلغ عدد الأسر 271 أسرة وعدد العائلات 154 عائلة مقيمة في البلدة. في حين سجلت الكثافة السكانية 1,608.3 نسمة لكل ميل مربع (621.0/كم2). وبلغ عدد الوحدات السكنية 302 وحدة بمتوسط كثافة قدره 838.9 لكل ميل مربع (323.9/كم2).
وتوزع التركيب العرقي للبلدة بنسبة 92.4% من البيض و 0.5% من الأمريكيين الأصليين و 1.0% من الأمريكيين ذوي الأصول الآسيوية و 0.7% من الأمريكيين الأفارقة و 4.8% من عرقين مختلطين أو أكثر.
بلغ عدد الأسر 271 أسرة كانت نسبة 29.5% منها لديها أطفال تحت سن الثامنة عشر تعيش معهم، وبلغت نسبة الأزواج القاطنين مع بعضهم البعض 40.6% من أصل المجموع الكلي للأسر، ونسبة 10.7% من الأسر كان لديها معيلات من الإناث دون وجود شريك، بينما كانت نسبة 5.5% من الأسر لديها معيلون من الذكور دون وجود شريكة وكانت نسبة 43.2% من غير العائلات. وبلغ الحجم الوسطي للأسر 2.73، أما الحجم الوسطي للعائلات فبلغ 2.14.
بلغ العمر الوسطي للسكان 37.2 عاماً. وكانت نسبة 23.7% من القاطنين تحت سن الثامنة عشر، وكانت نسبة 7.1% بين الثامنة عشر والأربعة وعشرون عاماً، ونسبة 29% كانت واقعةً في الفئة العمرية ما بين الخامسة والعشرون حتى والأربعة وأربعون عاماً، ونسبة 30.7% كانت ما بين الخامسة والأربعون حتى الرابعة والستون، ونسبة 9.5% كانت ضمن فئة الخامسة والستون عاماً فما فوق. وتوزع التركيب الجنسي للسكان بنسبة 49.4% ذكور و50.6% إناث.

## وصلات خارجية
- The US50 - Cities and Towns in Washington State
- Washington Cities and Towns, Facts, Map, Flag, Colleges, Government, and More